# 馬韻婷
馬韻婷（1994年3月25日—），台灣女演員、舞者，中國文化大學戲劇學系畢業。2015年擔任布袋戲電影《奇人密碼－古羅布之謎》配音員，2018年出演民視八點檔《大時代》甜甜一角，備受矚目，是新生代實力派演員。

## 演出作品

### 電視劇
| 年份   | 頻道       | 劇名                 | 飾演         | 備註 |
| 2017年 | 東森綜合台 | 《我和我的四個男人》 | 宣宣         |      |
| 2018年 | 民視       | 《大時代》           | 甜甜（田寧） |      |

### 電影
| 年份   | 電影名稱     | 飾演 | 備註     |
| 2021年 | 《影子背後》 |      | 友情參演 |

## 配音
| 年份   | 作品名               | 角色 |
| ------ | -------------------- | ---- |
| 2015年 | 奇人密碼－古羅布之謎 | 張彤 |
| 2024年 | 神偷奶爸4            | 毛毛 |

## 廣告
| 年份 | 名稱                    | 備註 |
| 2017 | 碧麗妃                  |      |
| 2017 | 麥當勞 超麥力           |      |
| 2017 | Happya氣泡水            |      |
| 2017 | 黑松汽水 C＆C           |      |
| 2018 | 新光三越 skm pay        |      |
| 2018 | 7-ELEVEN 2019植得期待   |      |
| 2019 | 可口可樂老蕭音樂瓶      |      |
| 2019 | Chocola BB Pure         |      |
| 2021 | 健康選擇題 現在就Garmin |      |

## 資料來源
1. ↑  .   [2019-01-13]. （原始内容存档于2019-04-15）. （页面存档备份，存于）
2. ↑  .   [2019-02-09]. （原始内容存档于2019-04-26）. （页面存档备份，存于）

## 外部連結
- 馬韻婷的Facebook專頁